# Bibliophagie
Der Ausdruck Bibliophagie (von altgriechisch βιβλίον biblíon, deutsch ‚Buch‘ und φαγεῖν phageín, deutsch ‚essen‘ bzw. von φάγος phagos, deutsch ‚Fresser‘) bezeichnet meist metaphorisch das Verzehren, Aufessen oder Verschlingen von Büchern durch Personen bzw. das Bedürfnis danach.
Die Vorstellung wird u. a. damit erklärt, dass Lesen einem Streben nach Einverleibung des Gelesenen wie des Geschriebenen gleichkommt und in diesem Akt seinen sinnfälligen Ausdruck findet.

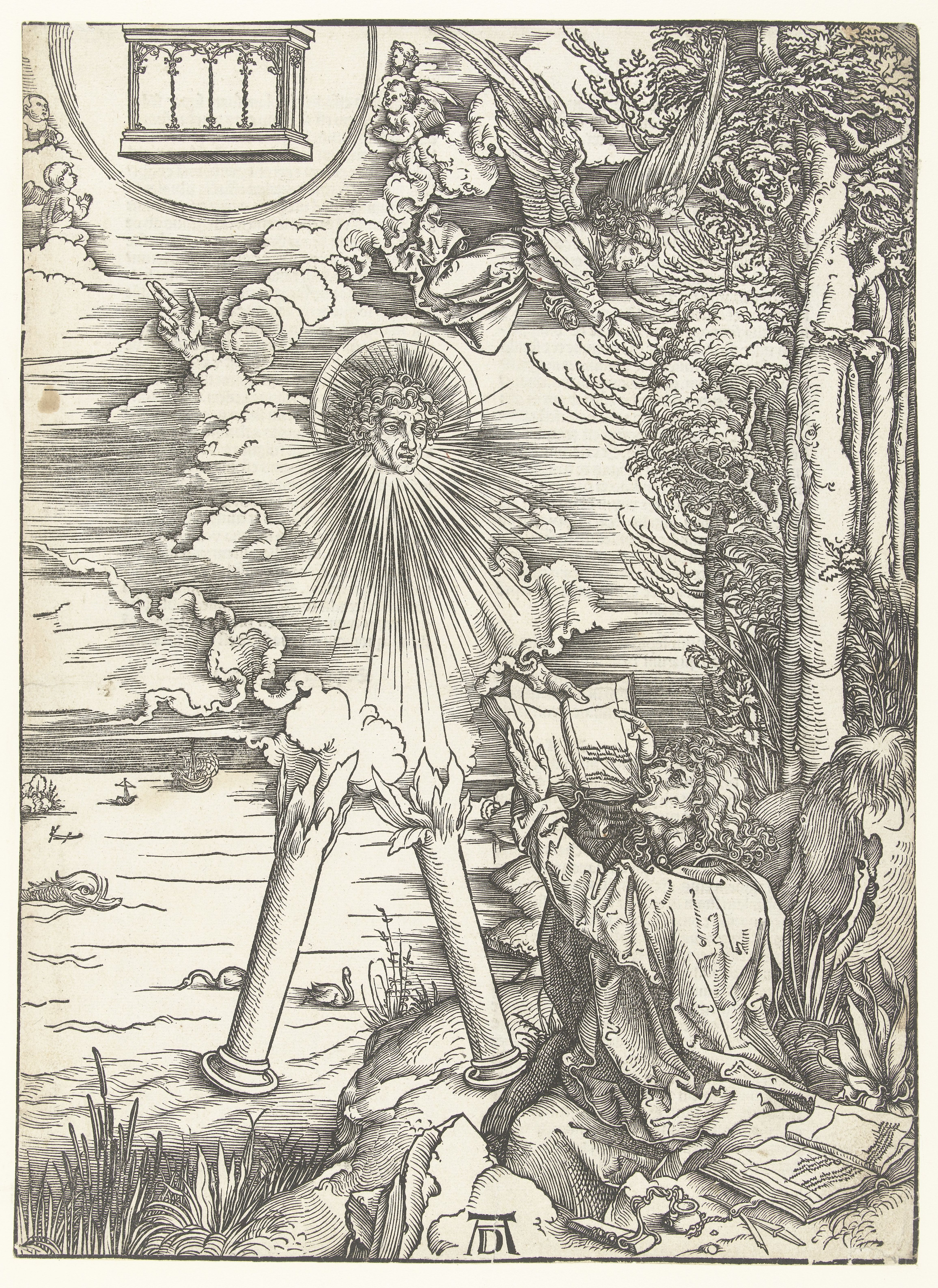
Johannes verschlingt das Buch, Holzschnitt von Albrecht Dürer nach der Offenbarung des Johannes

## Geschichte
Das wörtliche Essen von Buchstaben ist überdies ein seit der griechischen Antike bekannter Brauch, der sich in Produkten wie Russisch Brot, Alphabetkuchen oder Buchstabensuppe bis in die Gegenwart erhalten hat. In der religiösen Volksmedizin waren bis ins 20. Jahrhundert mit Text versehene Esszettel verbreitet.

### Beispiele
Beispiele für Bibliophagie in der Literatur sind die Propheten Ezechiel und Johannes und der Bibliothekar Jorge von Burgos aus Umberto Ecos Der Name der Rose.